# Parvilucifera
Parvilucifera é um gênero de alveolados marinhos que atuam como endoparasitas de dinoflagelados. Foi descrito em 1999 pelos biólogos Fredrik Norén e Øjvind Moestrup [en], que identificaram o gênero em coletas de dinoflagelados Dinophysis [en] na costa da Suécia. Inicialmente confundidos com produtos de reprodução sexuada, os corpos arredondados encontrados nessas coletas foram reconhecidos como esporângios, estruturas esféricas que geram zoósporos de um protista parasita. Este organismo foi posteriormente identificado como Parvilucifera infectans, a espécie-tipo. A análise desse organismo e sua estreita relação genética com Perkinsus levou à criação do filo Perkinsozoa dentro do grupo Alveolata.
O complexo ciclo de vida de Parvilucifera consiste em zoósporos biflagelados que infectam várias espécies de dinoflagelados, tornam-se alimentadores intracelulares ou trofozoítos e, por fim, desenvolvem-se em esporângios que geram mais zoósporos. Espécies de Parvilucifera podem ajudar a controlar proliferação de algas nocivas de dinoflagelados.

## Sistemática

### Etimologia
O nome do gênero deriva do latim parvus "pequeno" e lucidus "brilhante", referindo-se à aparência pequena e refrativa dos organismos.

### História
O gênero foi descrito pela primeira vez pelos biólogos Fredrik Norén e Øjvind Moestrup em 1999, isolado na costa oeste da Suécia. A descoberta ocorreu por meio de culturas microbiológicas de dinoflagelados Dinophysis na costa, que continham corpos arredondados inicialmente considerados produtos de reprodução sexuada. Após duas semanas de preservação em geladeira, todos os dinoflagelados haviam morrido, mas os corpos arredondados persistiram. Esses corpos foram investigados e identificados como esporângios de um protista parasita, posteriormente descrito como Parvilucifera infectans.
Inicialmente, presumiu-se que os zooides observados se desenvolveriam em células de dinoflagelados, e houve debates sobre os esporângios não serem originados de parasitas. No entanto, observações semelhantes de corpos arredondados foram feitas em material planctônico da mesma costa sueca, o que levou a investigações adicionais. Por meio de exames combinados de microscopia óptica e eletrônica, juntamente com sequenciamento de DNA dos esporângios emergentes dos zooides, o organismo mostrou semelhanças com Perkinsus, um protista do grupo Alveolata (que inclui dinoflagelados, ciliados, membros do grupo Apicomplexa e outros). Os zooides misteriosos diferiam de dinoflagelados e membros do grupo Apicomplexa na ultraestrutura de seus flagelos, o que resultou na criação de um novo filo, Perkinsozoa, englobando Perkinsus e o novo gênero Parvilucifera.
Após a descoberta de P. infectans, a próxima espécie identificada foi Parvilucifera sinerae, a mais próxima geneticamente de P. infectans. Em seguida, foram descobertas P. prorocentri (hoje Snorkelia prorocentri), Parvilucifera rostrata, Parvilucifera corolla e, por fim, Parvilucifera multicavata.

### Classificação
Parvilucifera é um gênero de Alveolata, um clado diverso de micróbios eucarióticos (protistas) dentro do supergrupo SAR. Especificamente, pertence ao filo Perkinsozoa, um grupo estreitamente relacionado aos dinoflagelados, conforme indicado por filogenética molecular. Por décadas, este gênero foi classificado na ordem Rastrimonadida, dentro da classe Perkinsea, sem atribuição a nenhuma família. Em 2017, uma nova família, Parviluciferaceae [en], foi criada para acomodar Parvilucifera e dois outros gêneros: Dinovorax e Snorkelia.
Até 2020, havia quatro espécies válidas neste gênero. Duas espécies, Parvilucifera infectans e P. sinerae, foram consideradas distintas por muito tempo, mas dados genéticos, morfológicos e ultraestruturais revelaram que são a mesma espécie. Uma espécie, P. prorocentri, foi anteriormente incluída neste gênero, mas foi transferida para o novo gênero Snorkelia. As espécies são diferenciadas por distância genética e morfologia. Por exemplo, Parvilucifera multicavata difere da espécie-tipo P. infectans por um maior número de aberturas em seus esporângios, embora menores em diâmetro. Parvilucifera rostrata distingue-se pela forma e tamanho das ornamentações que cobrem a parede do esporângio. Por fim, Parvilucifera corolla é diferenciada pela disposição radial dos zoósporos dentro do esporângio em maturação, além de características como a forma de gota dos próprios zoósporos.
- Parvilucifera corolla Reñé, Alacid, Figueroa, Rodríguez & Garcés 2016[7]

- Parvilucifera infectans Norén & Moestrup 1999[1] (sin. P. sinerae Figueroa & Garcés 2008)[3]

- Parvilucifera multicavata Jeon & Park 2020[2]

- Parvilucifera rostrata Karpov & Guillou 2013[6]

## Biologia e ciclo de vida
Parvilucifera são alveolados unicelulares que agem como endoparasitas de dinoflagelados. O ciclo de vida geral da maioria das espécies de Parvilucifera consiste em: uma fase infecciosa de zoósporos nadadores de vida livre, também chamados zooides; uma fase de alimentação intracelular de trofozoítos; e o desenvolvimento de um esporângio de repouso dentro da célula hospedeira, que por sua vez gera mais zoósporos.

### Zoósporos
Os zoósporos de Parvilucifera, também chamados zooides, são alongados ou em forma de gota e possuem dois flagelos. São caracterizados por um grande corpo refrativo na parte posterior da célula (daí o nome Parvilucifera, que significa "pequeno brilhante"), provavelmente um grão de amido, localizado dentro de um vacúolo. Apresentam dois flagelos desiguais: um longo anterior e um posterior mais curto, ambos originados na parte anterior da célula. Os dois flagelos são ortogonais, emergindo próximos um do outro, cada um em uma cavidade. Além disso, as células contêm um núcleo alongado que se estende da inserção do flagelo até a extremidade posterior. Como outros alveolados, também possuem grandes mitocôndrias com cristas tubulares, numerosos alvéolos corticais [en] e um complexo apical. Seu complexo apical é reduzido em comparação com o dos membros de Apicomplexa e inclui um pseudo-conoide, vesículas semelhantes a roptrias e micronemas, similares às observadas em Ichthyodinium [en], Amoebophrya [en] e Perkinsus. O pseudo-conoide é uma estrutura em forma de folha com cinco membros, sendo a estrutura de conoide mais simples descoberta entre os alveolados. Essas estruturas provavelmente desempenham um papel na infecção das células, pois são homólogas às estruturas encontradas em membros de Apicomplexa, onde o complexo apical secreta enzimas que permitem a entrada na célula hospedeira.
Os zoósporos de cada espécie de Parvilucifera são ligeiramente diferentes. Os zoósporos de Parvilucifera corolla têm forma de gota, enquanto os de Parvilucifera infectans e P. sinerae são alongados. O comprimento médio é de aproximadamente 2,9 μm, e a largura dos zoósporos é semelhante entre as três espécies. Os zoósporos de Parvilucifera rostrata apresentam um rostro, uma estrutura semelhante a uma probóscide na região apical, e são maiores em tamanho.

### Infecção e trofozoítos
Em uma espécie, Parvilucifera sinerae, o processo de infecção pode seguir dois caminhos diferentes, dependendo se o hospedeiro dinoflagelado é tecado (com uma camada externa protetora de placas de celulose) ou atecado. Se o dinoflagelado é tecado, o caminho de infecção será nuclear: o processo envolve o desprendimento da teca do dinoflagelado. Se a célula hospedeira não possui placas protetoras, a infecção citoplasmática prossegue, indicada pela presença de estruturas semelhantes a vacúolos no citoplasma e maior resiliência da célula hospedeira.
Os endoparasitas, ao infectarem a célula, transformam-se em trofozoítos e degradam o conteúdo citoplasmático da célula hospedeira. À medida que a alimentação prossegue, o conteúdo da célula hospedeira é completamente degradado ou deslocado para as bordas externas da célula. Ao final desta fase, desenvolve-se um esporângio mais ou menos esférico.

### Esporângios
O tamanho do esporângio é proporcional ao tamanho da célula hospedeira. A superfície do esporângio é ornamentada com "verrugas" dispostas regularmente, com cerca de 0,6–0,8 μm de comprimento. Também apresenta várias aberturas simples, cada uma coberta por um opérculo, diferente dos esporângios de parede lisas vistos em Perkinsus. A parede do esporângio tem uma estrutura complexa, com uma camada interna espessa cercada por uma camada opaca quase do mesmo tamanho ou ligeiramente mais fina, na qual as "verrugas" estão embutidas. À medida que amadurece, o esporângio adquire uma cor preta. Os zoósporos desenvolvem-se dentro dele, seja na célula hospedeira morta ou após a liberação do esporângio. Os zooides escapam pelas aberturas mencionadas. O número de zooides produzidos por cada esporângio depende de seu tamanho, mas geralmente cerca de 500 zooides são liberados, levando de 5 a 10 minutos para todos saírem. Após isso, o citoplasma de onde os zooides foram abstraídos torna-se um corpo residual no esporângio, composto por grãos de amido, mitocôndrias, retículo endoplasmático e uma grande área semelhante a um núcleo central.

## Ecologia

### Habitat
A presença de Parvilucifera, junto com outros membros do filo Perkinsozoa, foi demonstrada em água doce, água do mar e sedimentos. Parvilucifera infectans foi encontrada na costa da Suécia, onde foi descoberta, sendo comum em sedimentos marinhos.
Estudos experimentais indicam que níveis mais baixos de salinidade podem promover uma taxa de infecção mais alta. Duas espécies, P. infectans e P. sinerae, conseguem sobreviver a condições extremas na fase de esporângio, devido à resiliência do quisto hospedeiro, que protege os zoósporos. Os esporângios podem sobreviver a temperaturas frias por muitos meses.

### Gama de hospedeiros
Todas as espécies de Parvilucifera são consideradas parasitas generalistas de dinoflagelados, ou seja, capazes de infectar uma ampla gama de espécies de dinoflagelados. A única exceção foi uma espécie anteriormente incluída neste gênero, Snorkelia prorocentri, que se especializou no dinoflagelado Prorocentrum fukuyoi. No entanto, estudos apontam cada vez mais para preferências por espécies específicas de dinoflagelados.

### Importância em florações de algas
A importância prática de Parvilucifera é um tema de interesse, pois o gênero é reconhecido como um fator de controle de muitas proliferações de algas nocivas de dinoflagelados. As florações de dinoflagelados são conhecidas por serem prejudiciais à indústria de frutos do mar e por produzirem toxinas potentes. Alguns dinoflagelados também causam mortalidade maciça de fauna e podem ser fatais para humanos. Espécies de Parvilucifera têm uma gama de hospedeiros dinoflagelados generalista, podendo atuar como reguladores negativos dessas comunidades. Há pesquisas em andamento para entender as gamas de hospedeiros específicas de cada espécie, visando um melhor controle das florações de dinoflagelados.